# アルナーチャルの孤立した言語および独立語族
アルナーチャルの孤立した言語および独立語族ではインド北東部のアルナーチャル・プラデーシュ州で話される独立した語族及び孤立した言語である可能性のある諸言語を扱う。長らくシナ・チベット語族に属すとされてきたが、疑問が呈されてきており、Blench (2011) によってそれぞれ別系統の言語群である可能性が示された。シナ・チベット語族との関係は借用などによる地域的な影響によるものとみられる。しかしこれには批判もある。

## シナ・チベット語族に含まれない可能性のある言語
- ディガロ諸語（英語版）（Digaro / Mishmic）
- フルソ語（英語版）（Hruso）
- ミジ諸語（英語版）（Miji）[3]
- ミズ諸語（英語版）（Midzu）
- プロイク語（英語版）（Puroik）
- シアンギック諸語（英語版）（Siangic）
- コー・ブワ諸語（英語版）(Kho-Bwa / Kamengic)

## 形成史
上記諸言語群は非シナ・チベット語族の語彙が多く存在することから、少なくとも非シナ・チベット語族の言語を基層言語として持っていることが考えられる。遺伝子との関連ではシナ・チベット語族の担い手はY染色体ハプログループO2、特にO-P164と想定されるが、インド北東部のチベット系民族ではハプログループD*が0-65%観察されることから、これら諸言語群はD*集団の言語の可能性がある。同じく担い手の100%がD*に属すオンガン語族（ジャラワ語、オンゲ語）との関係も考えられる。